# Max Bahr

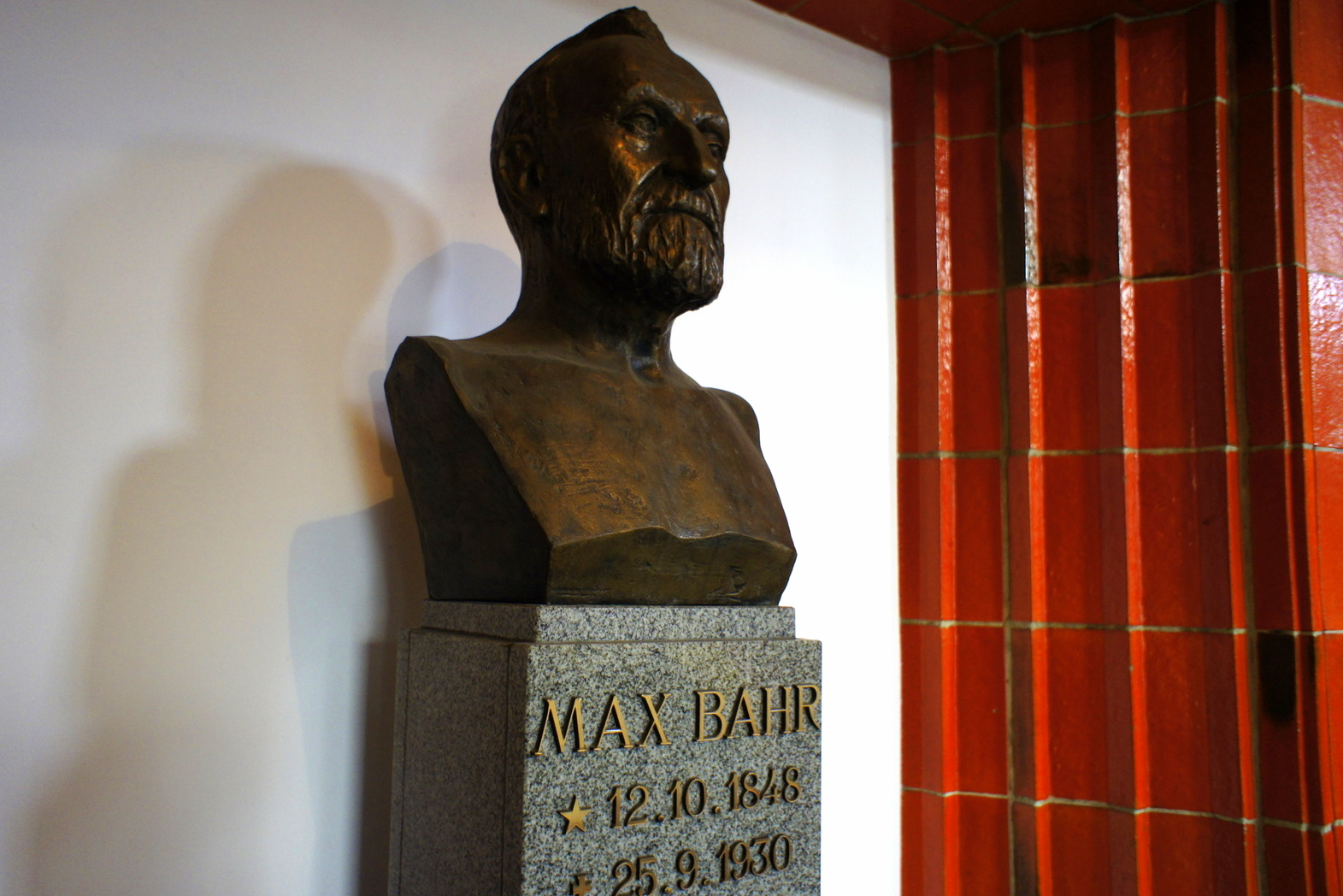
Popiersie eksponowane w holu Łaźni Miejskiej

Max Bahr (ur. 25 października 1848 w Landsberg an der Warthe [dzisiejszy Gorzów Wielkopolski], zm. 25 września 1930) – niemiecki fabrykant, właściciel szwalni worków jutowych oraz willi w Landsbergu. Honorowy obywatel miasta Landsberg od 1918 roku.  Rozpoczynał od przejętego od ojca sklepu, potem uruchomił wielką szwalnię worków, a zakończył życie jako właściciel największej w Niemczech wytwórni worków z juty. Na początku XX wieku rozmaite worki były potrzebna na każdym kroku, a juta w opakowaniach pełniła funkcję taką, jaką dziś plastik. Zapotrzebowanie było ogromne. Do obróbki juty i wytwarzania tkanin na worki Max Bahr wybudował na Zawarciu nowoczesną fabrykę, w której w polskich czasach mieściły się Zakłady Przemysłu Jedwabniczego ,,Silwana". 

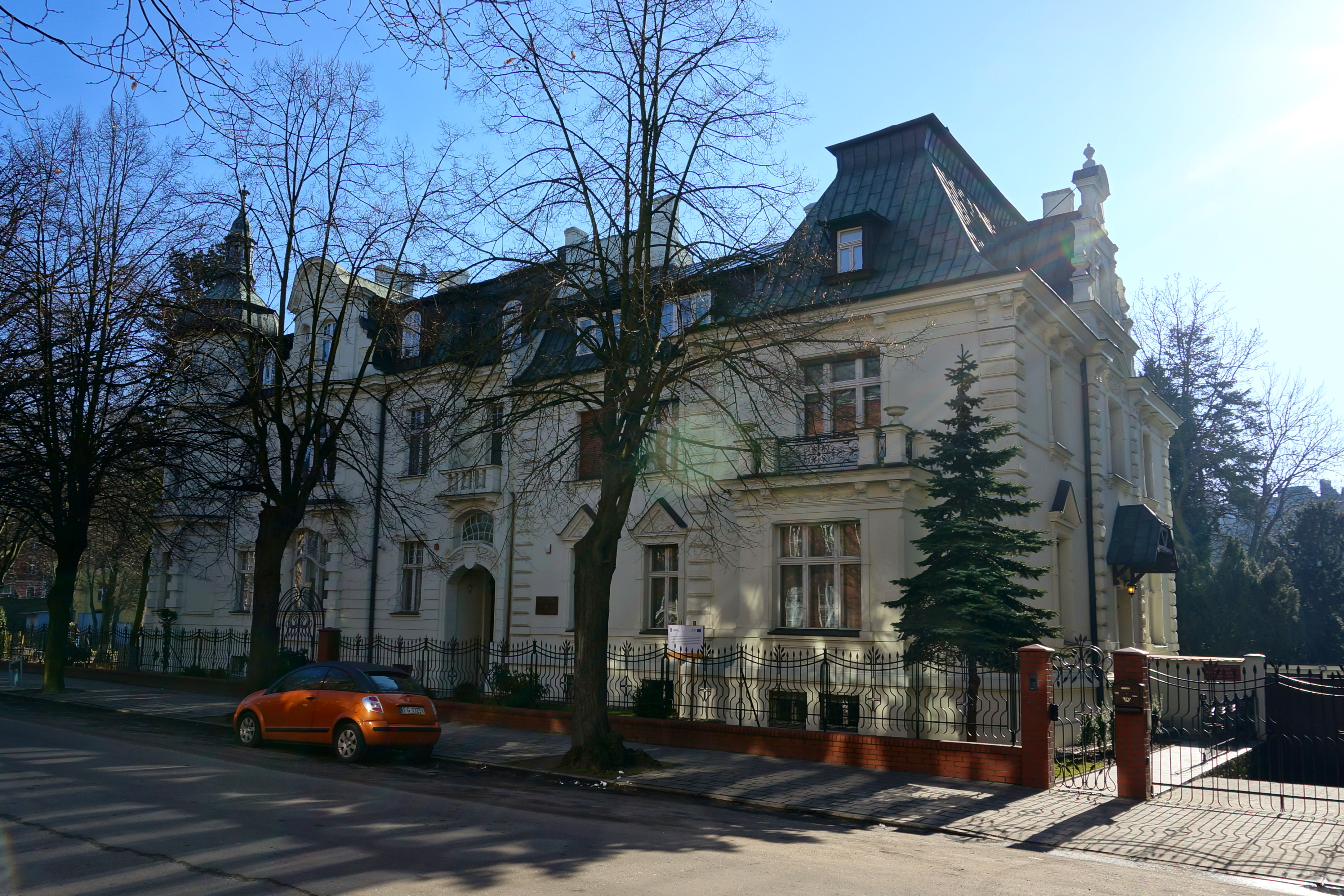
Wille braci Bahrów

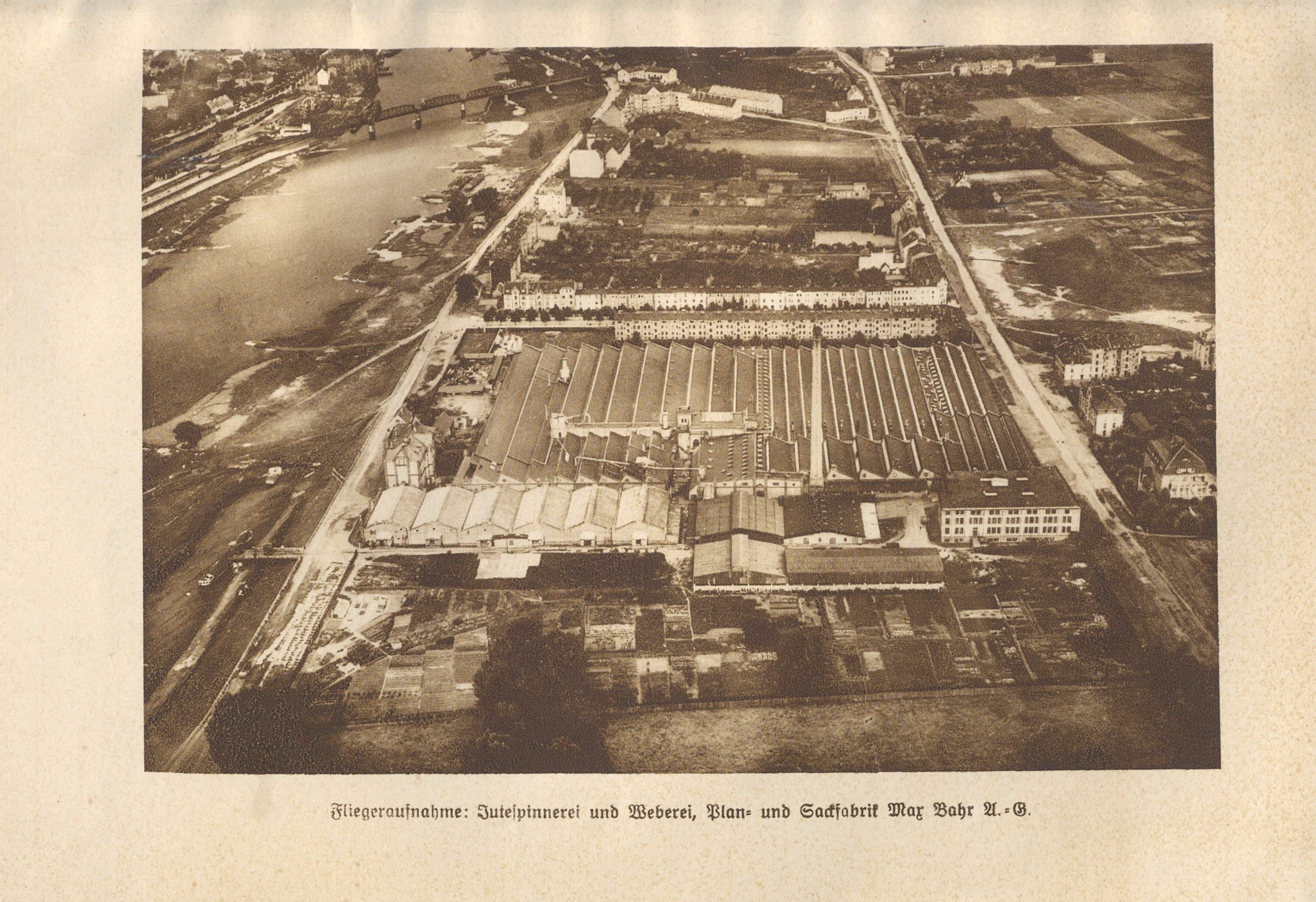
Fabryka Maxa Bahra